# Chironomus latistylus
Chironomus latistylus är en tvåvingeart som beskrevs av Reiss 1974. Chironomus latistylus ingår i släktet Chironomus och familjen fjädermyggor. Inga underarter finns listade i Catalogue of Life.